# Taquicàrdia sinusal
La taquicàrdia sinusal és un ritme sinusal elevat caracteritzat per un augment de la velocitat dels impulsos elèctrics que sorgeixen del node sinoauricular. En adults, la taquicàrdia sinusal es defineix com una freqüència cardíaca superior a 100 batecs per minut (bpm). La freqüència cardíaca normal en repòs és de 60 a 90 bpm en un adult mitjà. Els ritmes cardíacs normals varien amb l'edat i el nivell de forma física, des dels nadons que tenen ritmes cardíacs més ràpids (110-150 bpm) i els ancians tenen ritmes cardíacs més lents. La taquicàrdia sinusal és una resposta normal a l'exercici físic, quan la freqüència cardíaca augmenta per satisfer la major demanda d'energia i oxigen del cos, però la taquicàrdia sinusal també pot indicar un problema de salut. Així, la taquicàrdia sinusal és una troballa mèdica que pot ser fisiològica o patològica.

## Signes i símptomes
La taquicàrdia sovint és asimptomàtica. Sovint és un símptoma resultant d'un estat de malaltia primària i pot ser una indicació de la gravetat d'una malaltia. Si la freqüència cardíaca és massa alta, el cabal cardíac pot disminuir a causa del temps d'ompliment ventricular notablement reduït.

## Causes
La taquicàrdia sinusal sol ser una resposta a l'estrès fisiològic, com l'exercici, o un augment del to simpàtic amb un augment de l'alliberament de catecolamines, com ara estrès, ensurt, fugida i ira. Altres causes inclouen:
- Dolor[6]
- Febre[6]
- Ansietat[6]
- Deshidratació[6]
- Hipertèrmia maligna
- Hipovolèmia amb hipotensió o xoc
- Anèmia[6]
- Hipertiroïdisme[6]
- Intoxicació per mercuri
- Malaltia de Kawasaki
- Feocromocitoma
- Sèpsia[6]
- Embòlia pulmonar[6]
- Isquèmia coronària aguda i infart de miocardi
- Malaltia pulmonar obstructiva crònica
- Hipòxia
- Ingesta d'estimulants com la cafeïna, la teofil·lina, la nicotina, la cocaïna o les amfetamines[6]
- Circulació hiperdinàmica
- Descàrrega elèctrica
- Abstinència de drogues[6]
- Porfíria
- Poliradiculoneuropatia desmielinitzant inflamatòria aguda
- Síndrome de taquicàrdia ortostàtica postural
- Prolapse de la vàlvula mitral
- Miopaties metabòliques[7]